# Тамбовський державний університет
Тамбовський державний університет імені Г. Р. Державіна — вищий навчальний заклад в Тамбові, що має понад 17000 студентів, найсильніший професорсько-викладацький колектив (понад 160 докторів наук і професорів), багатюща матеріально-технічна база і новітні наукові дослідження в регіоні.

## Історія
Тамбовський державний університет імені Г. Р. Державіна веде відлік своєї історії від Інституту шляхетних дівчат імені Великомучениці Олександри з 1843 року. Нині у цьому будинку розташовується Медичний Інститут, а також присутній університетська церква.

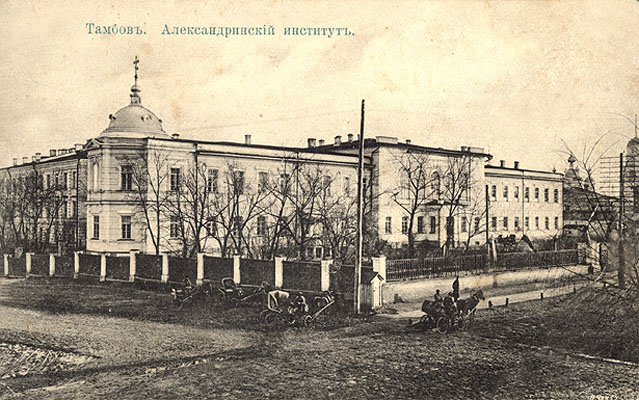
Будівля Олександрійського інституту (зараз Медичний Інститут)

У 1917 р. декретом Леніна в Тамбові було відкрито Державний університет - перший вищий навчальний заклад на Тамбовської землі. Лекції читалися в основному приїжджими професорами та викладачами Московського університету. Проіснувавши три роки, університет був закритий, але він залишив слід у розвитку освіти краю: при вузі були організовані кооперативні курси, пункти з ліквідації неписьменності, Інститут народної освіти. Надалі Інститут народної освіти був перетворений в педагогічний інститут.
Університет знову утворений 29 грудня 1994 по Указу Президента Російської Федерації Б. М. Єльцина. Президентом у Кремлі було підписано Указ про створення в м. Тамбові державного університету. Новий університет класичного типу виник на базі Тамбовського державного педагогічного інституту та Тамбовського державного інституту культури шляхом їх злиття.
У різні роки у вузі працювали відомі вчені та видатні діячі освіти і культури: фізики П. С. Кудрявцев і Б. Ф. Білимович, математик В. В. Нікітін, філософ AT Хайкін, філологи Н. І. Кравцов та Б. Н. Двінянін, культуролог М. М. Рибьяков, хормейстер А. В. Зінов'єв, музикант А. П. Хворостов.

## Факультети та інститути
- Інститут сервісу і реклами
- Інститут іноземних мов
- Інститут російської філології
- Факультет журналістики

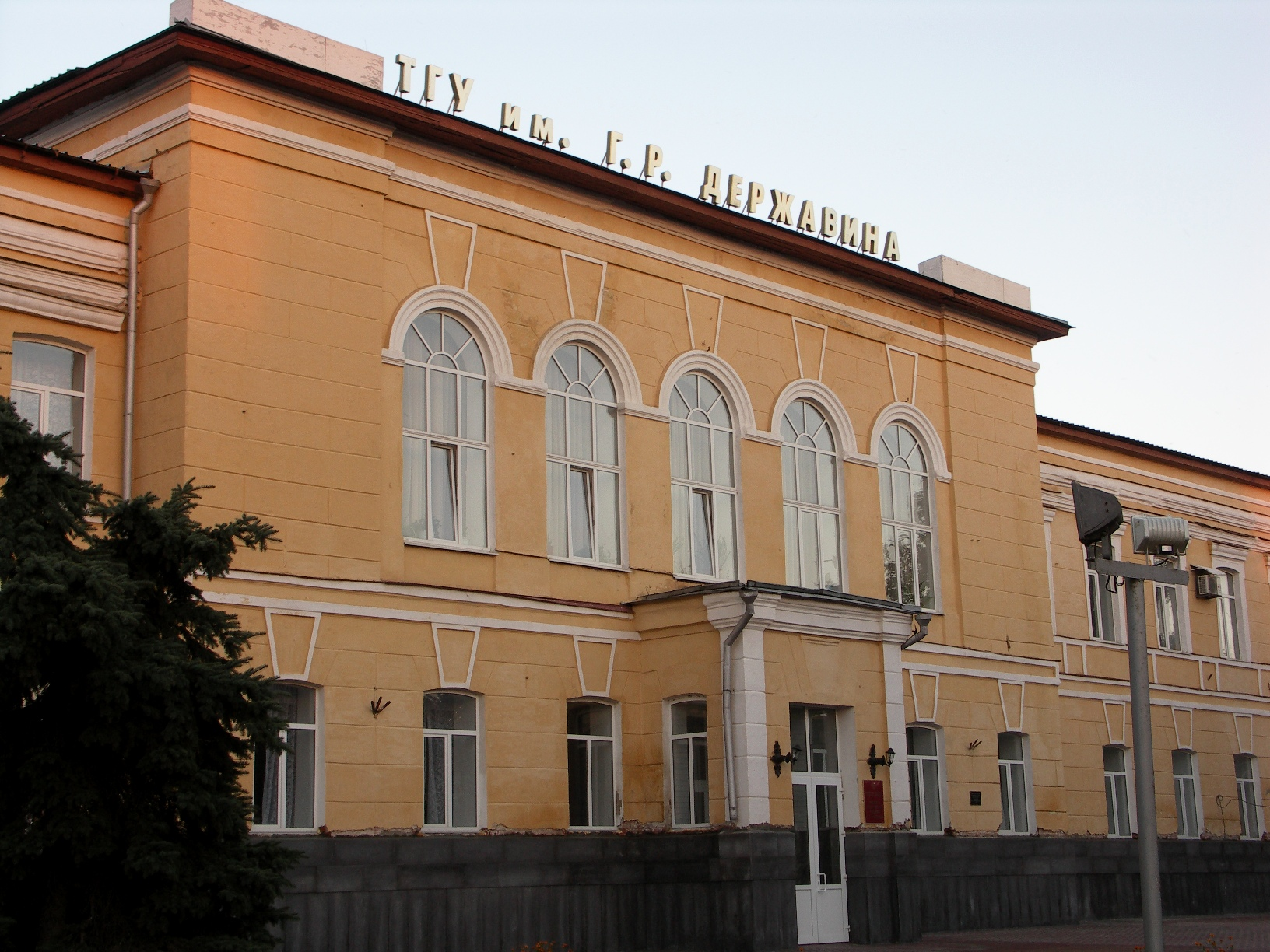
Університет ім. Г.Р. Державіна (Перший корпус)

- Інститут математики Фізики та інформатики
- Інститут природознавства
- Медичний інститут
- Інститут права
- Інститут педагогіки та соціальної роботи
- Академія гуманітарного та соціального освіти
- Академія економіки і підприємництва
- Академія психології та управління
- Академія культури і мистецтв
- Академія фізичної культури та спорту